# Climate Emergency Action Alliance
El Climate Emergency Action Alliance (en español Alianza de Acción de Emergencia Climática[cita requerida]), anteriormente Save Our One Planet Alliance (Alianza para salvar nuestro planeta), es un partido político australiano fundado en 2019. Es una alianza electoral entre los partidos no registrados «Save the Planet» y «One Planet». «Save Our One Planet Alliance» cambió su nombre en 2021 a «Climate Emergency Alliance: Vote Planet».
Las políticas del partido se centran principalmente en cuestiones relacionadas con el cambio climático, como la reducción de las emisiones de gases de efecto invernadero y la preparación para un planeta posterior al cambio climático.
A principios de 2022 se fusionó con otros partidos para convertirse en el Partido Fusión, junto a Science Party, Pirate Party y Secular Party.